# إريك لامبرت
إريك لامبرت هو لاعب كرة قدم بلجيكي في مركز الهجوم، ولد في 30 يناير 1936 في Steenbrugge ‏ في بلجيكا، وتوفي في 16 أبريل 2020. لعب مع نادي غينت.